# Basílica de San Clemente (Hannover)
La Basílica de San Clemente (en Alemán: Basilika St. Clemens) Es la principal iglesia católica en la ciudad de Hannover en Alemania. Está dedicado a San Clemente de Roma. Forma parte de la parroquia de San Heinrich y pertenece a la diócesis de Hildesheim.
La construcción comenzó en 1712 y terminó en 1718. Esta fue la primera iglesia católica que se construyó en Hannover desde la Reforma, cuando el Reino de Hannover se convirtió oficialmente en protestante.
La iglesia fue destruida casi totalmente durante los bombardeos aliados en 1943 durante la Segunda Guerra Mundial, ya que Hannover y otras ciudades importantes eran blancos principales para el bombardeo estratégico en un esfuerzo por debilitar el régimen nazi. La reconstrucción comenzó en 1946, y la iglesia terminada fue dedicada el 24 de noviembre de 1957. El 12 de marzo de 1998, el Papa Juan Pablo II hizo a la iglesia una basílica menor.

## Véase también

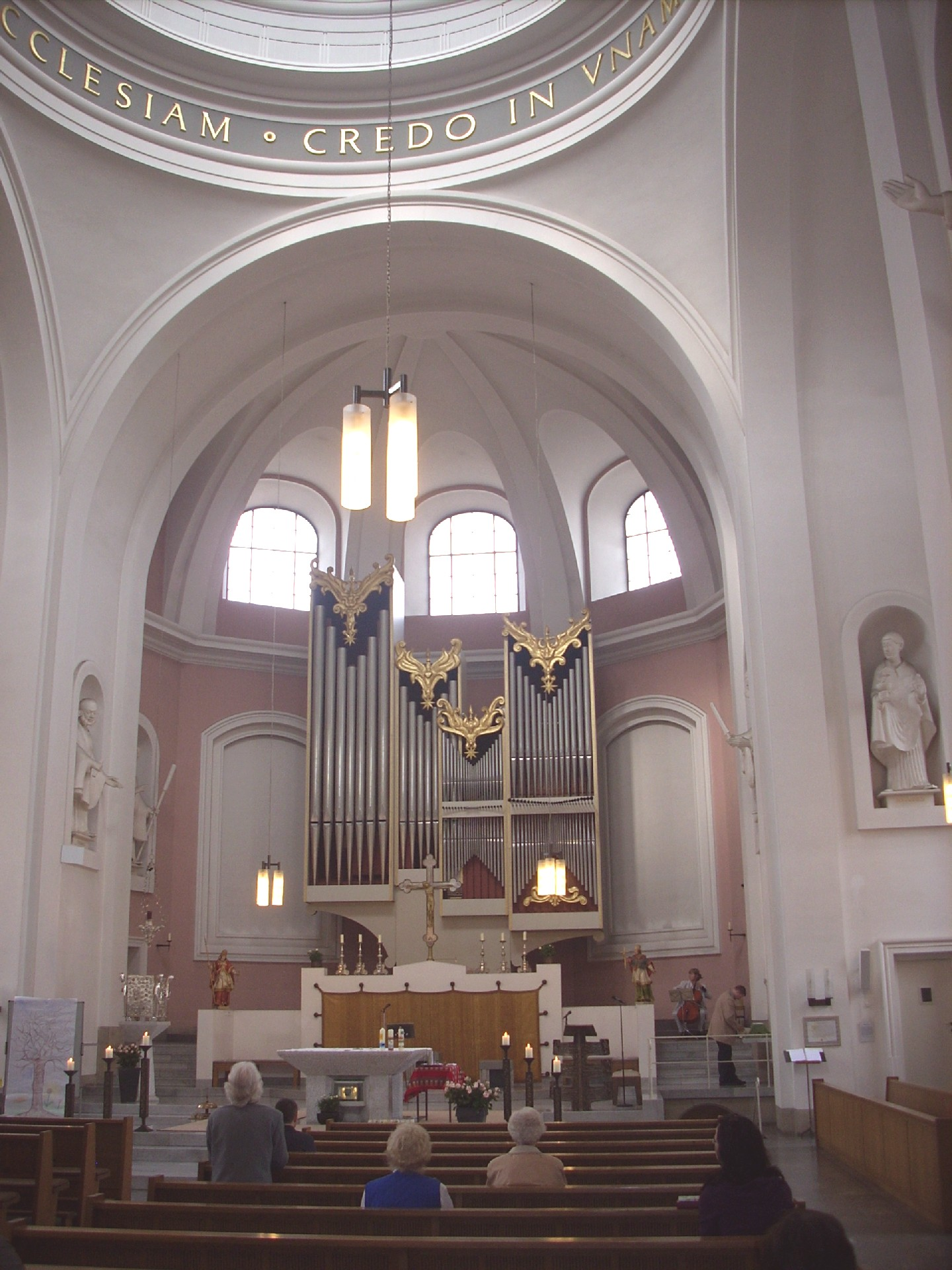
Vista interna